# Anthene grisea
Anthene grisea är en fjärilsart som beskrevs av Talbot 1935. Anthene grisea ingår i släktet Anthene och familjen juvelvingar. Inga underarter finns listade i Catalogue of Life.